# Agüeybaná II
Agüeybaná II (c. 1470 – 1511), nacido con el nombre de Güeybaná también conocido como Agüeybaná El Bravo, fue uno de los más poderosos caciques del pueblo taíno en Borikén cuando los españoles llegaron a Puerto Rico el 19 de noviembre de 1493. Agüeybaná II guio a los taínos de Puerto Rico en la Batalla de Yagüecas, también conocida como la "rebelión taína de 1511" contra Juan Ponce de León.

## Etimología
Agüeybaná, que ha sido traducido por autores de los siglos siglo XIX y siglo XX como "El Gran Sol", era el título hereditario compartido por la familia que reinaba la monarquía teocrática de Borikén, gobernando la jerarquía sobre el resto de los jefes y caciques. Como otros reconocimientos nobiliarios dentro de la cultura taína, se transmitió a través del linaje materno. Los colonos españoles hispanizaron el título para que fuera el equivalente al concepto europeo de reyes, con escritores contemporáneos como Juan de Castellanos empleando el título de Rey Agüeybana (en inglés: "King Agüeybana ") al referirse al segundo monarca que lideró a los taínos durante la década de 1510. En la década de 1800, los términos "rey" y "cacique" eran utilizados de manera indistinta por autores locales y españoles, pero un resurgimiento en el interés por la historia taína durante el siglo XX llevó a la popularización de palabras nativas y el último término ganó más prominencia léxica.

## Llegada de los Colonizadores
Agüeybaná el mayor, (hermano de Agüeybaná II), recibió al conquistador español Juan Ponce de León a su llegada a Puerto Rico en 1508. Según una antigua tradición taína, Agüeybaná practicaba el "guaytiao", un ritual taino en el que él y Juan Ponce de León se hicieron amigos e intercambiaron nombres. Agüeybaná había seguido el consejo de su madre de hacerse amigo de los españoles, a fin de evitar la muerte de los tainos. La hospitalidad y el trato amable que los españoles recibieron de Agüeybaná, les facilitó la imposición del sistema de encomiendas y posterior conquista de la isla. Las acciones de Agüeybaná ayudaron a mantener la paz entre taínos y españoles, una paz que duró poco tiempo.

## Rebelión Taína de 1511

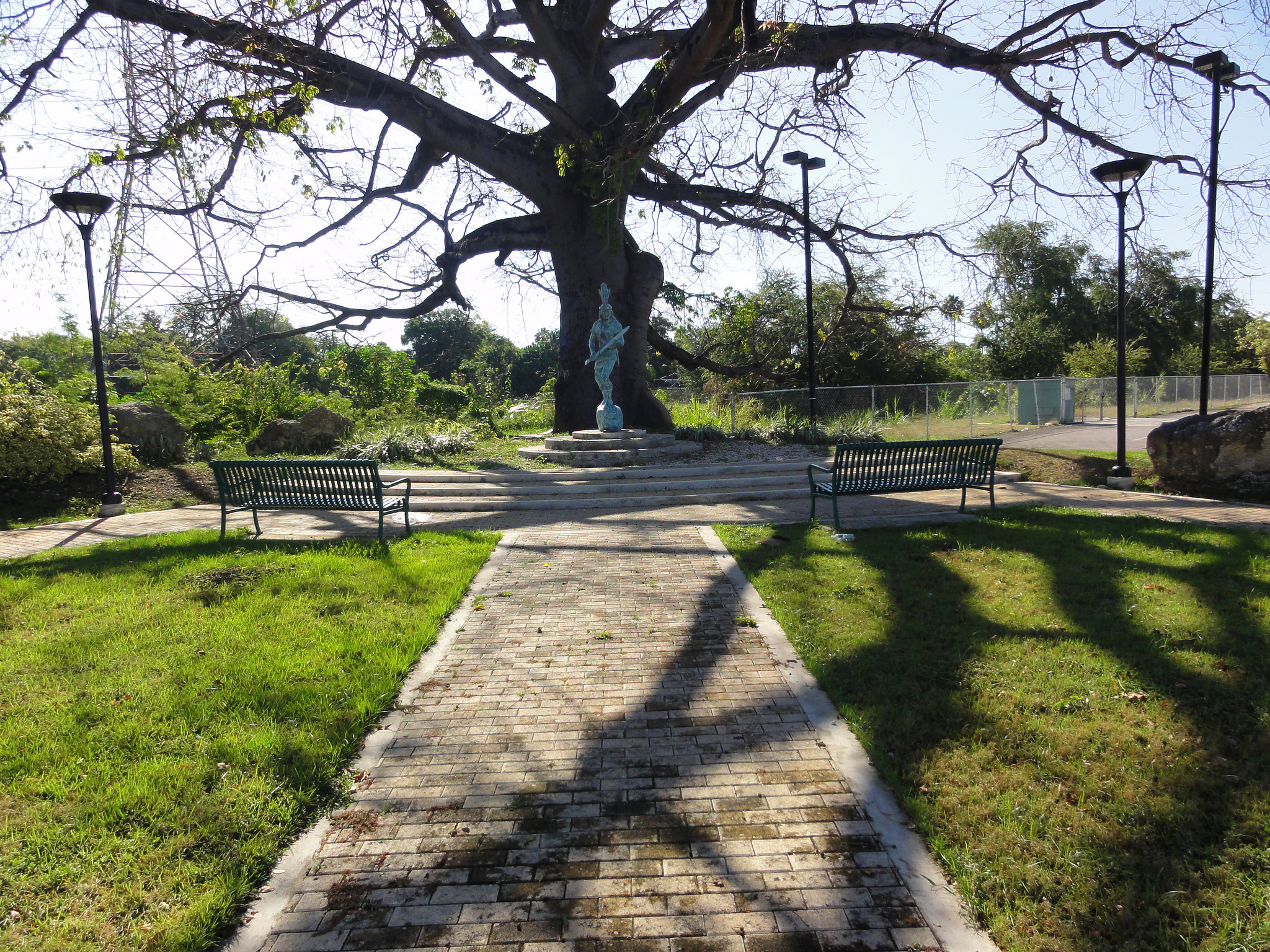
Parque Monumento Agüeybaná II, El Bravo, en Ponce, Puerto Rico

La Guerra hispano-taína de San Juan-Borinquen, también conocida como la Rebelión Taína de 1511, término comúnmente utilizado por los historiadores que se suscriben a una narrativa donde los nativos creían que los europeos eran subyugados desde el principio antes de participar en un levantamiento y caer en una ola batalla, fue el primer conflicto importante que tuvo lugar en la isla de Puerto Rico después de la primera llegada de los españoles el 19 de noviembre de 1493.
Tras la muerte de Agüeybaná I, el cacique taíno que logró el acuerdo de paz inicial con el conquistador español Juan Ponce de León en 1508, su hermano Agüeybaná II subió al poder. Iniciando su reinado en medio de la insatisfacción de los nativos con el sistema de encomiendas y la adquisición de tierras que su predecesor permitía, el nuevo líder pronto formó una coalición que incluía a varios caciques del sur, como Urayoán, Coxiguex, Yauco, Jumacao, Loquillo, Orocobix, Guayama y Luis entre varios otros, y declaró la guerra a los colonos europeos.
El primer acto de guerra llevado a cabo por los taínos fue la ejecución de Cristóbal de Sotomayor, un oficial español de alto rango, y la quema de su asentamiento. A partir de aquí el conflicto se desarrolló por etapas, siendo la primera un enfrentamiento abierto en el que se enfrentaron ambos bandos. En 1511 se produjeron dos enfrentamientos de este tipo con los españoles, liderados por Ponce de León, ganando los enfrentamientos iniciales a pesar de la ventaja numérica de los taínos.
A lo largo de 1512, los comandantes españoles Juan Cerón y Miguel Díaz dirigieron una serie de incursiones a caballo en el territorio de los caciques gobernantes, destruyendo sus aldeas, conocidas como yucayeques, y tomando el mayor número posible de esclavos en el proceso.  La contraofensiva española subsiguiente se caracterizó por motivos tanto políticos como económicos, que permitirían la explotación de recursos, como el oro, en sus dominios y la venta de nativos como esclavos. En marzo de ese año, se centraron en un cacique al que rebautizaron como 'Alonso' en la región central de Otoao. Durante los meses siguientes, fueron atacados Humacao, Guayama y Orocobix. El 15 de mayo de 1512, Juan Godínez dirigió una nueva incursión española contra los taínos. En total, los españoles llevaron a cabo 18 ataques contra los taínos durante este año.
A principios de 1513, los conquistadores atacaron los dominios de Cociguex, Yauco, Abey, y el citado "Luis", manejando el control de la región. Los nativos emplearon entonces tácticas de guerrilla, moviéndose constantemente a lo largo de sus ofensivas y entrando y saliendo de Boriquén/San Juan en canoas cuando era necesario.  Los taínos lanzaron una contraofensiva desde una base en el Daguao, en la mitad oriental de la isla principal, logrando quemar la capital española de Caparra. A su vez, el dominio de Orocobix estuvo sitiado durante cinco meses consecutivos, de mayo a septiembre. En septiembre de 1513, los conquistadores entraron dos veces en el dominio de Hayuya. "Alonso" y Orocovis también fueron atacados. Ese mismo mes, los españoles hicieron otra incursión en Otoao. Durante ese año, los españoles locales llevaron a cabo 23 incursiones contra los nativos, y el virrey Diego Colón ordenó más ataques de represalia después de que los taínos quemaran el asentamiento de Caparra.

## Muerte
En 1511, en la región conocida como Yahuecas, se enfrentaron un gran grupo de taínos cuyo número se estima entre 11 000 y 15 000 contra unos 80 o 100 españoles. Antes del comienzo de la batalla, un soldado español que usaba un arcabuz disparó y mató a un nativo. Se presume que se trataba de Agüeybaná II, porque el guerrero llevaba al cuello una insignia de oro que solo los caciques podían usar.

## Consecuencias de la batalla
Luego de la muerte de Agüeybaná II, los guerreros nativos se replegaron y desorganizaron. Los seguidores de Agüeybaná II optaron por enfrentarse a los españoles mediante tácticas de guerrilla. La estrategia se prolongó durante los años siguientes.  Una segunda ronda de redadas estalló en 1513 cuando Ponce de León partió de la isla para explorar Florida. El asentamiento de Caparra, la sede del gobierno de la isla en ese momento, fue saqueado y quemado por una alianza entre taínos y nativos del noreste de las Antillas.
Hacia 1520 la presencia taína en la Isla casi había desaparecido. Un censo de 1530 reporta la existencia de solo 1148 taínos en la isla.

## Legado

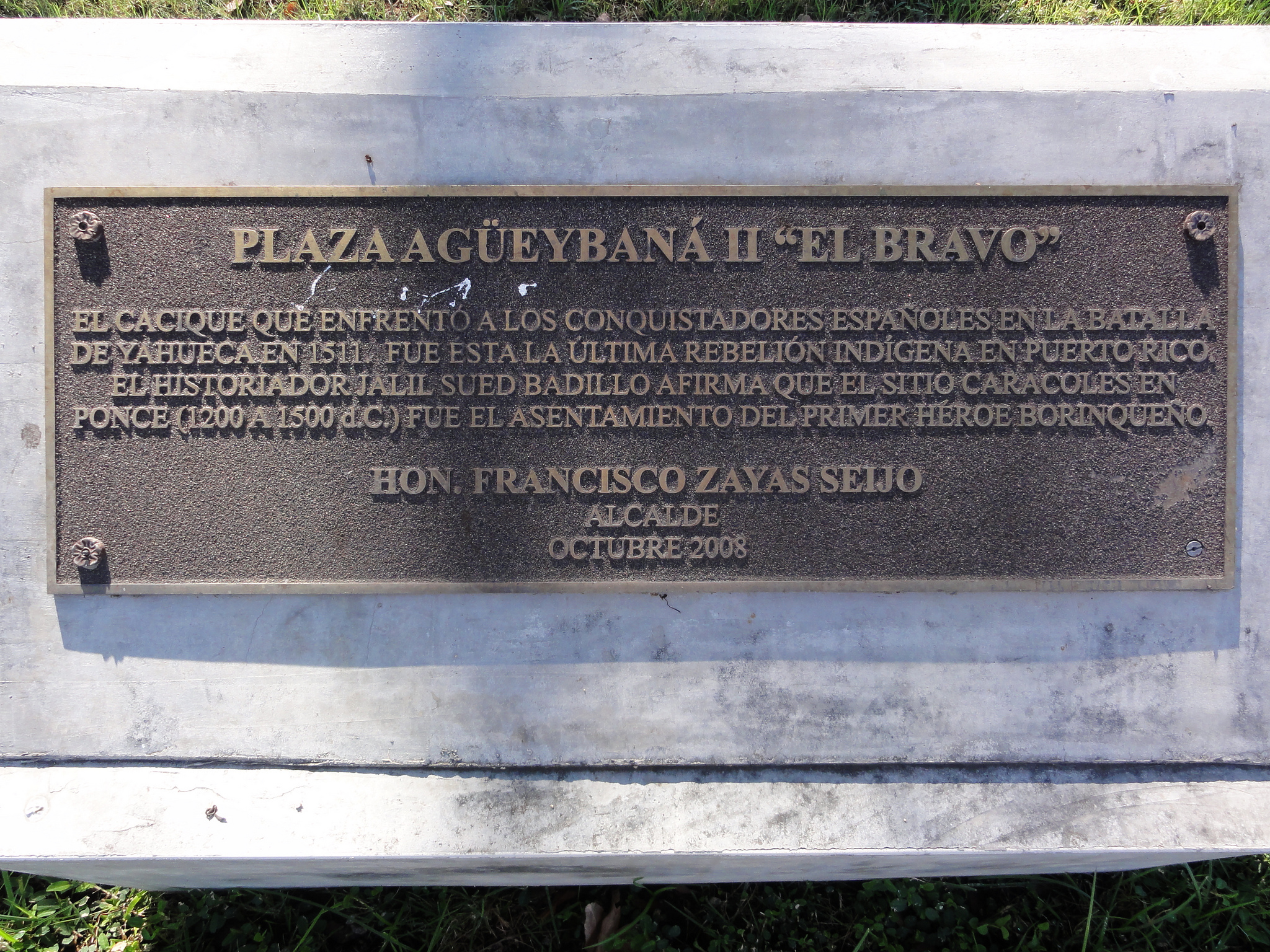
Placa en el Parque Monumento Agüeybaná II, en Ponce, Puerto Rico

Agüeybaná II es admirado en Puerto Rico por su lealtad a su pueblo. Muchos edificios públicos y calles llevan su nombre:
- La Escuela Superior Cacique Agueybana, en Bayamón.[22]
- Una calle en Caguas.[23]
- Los premios "Agüeybaná de Oro", equivalente a los Óscar.[24]

En 1854, el poeta Daniel de Rivera compuso el poema "Agüeybaná El Bravo" en su honor. Uno de sus fragmentos:
| "¡Ea, compañeros! Vamos al combate: Honor la patria a defender nos llama; Si en paz, contento el corazón no late La guerra nos dará fortuna y fama; Hasta la mar que nuestra costa bate Ondas escupe y agitada brama, Que cual nosotros contemplar quisiera Libre esta perla de la gente íbera." |